# Stingray Classica
Stingray Classica (fost Classica și Unitel Classica) este un canal de televiziune dedicat muzicii clasice, operă, balet și jazz, deținut în prezent de Stingray Group în Canada.